# Protestáns gregoriánum
Az egyetemes komolyzenei repertórium fontos szegmensét képezi a gregoriánum, a gregorián ének. Azonban az egyetemes gregoriánumon belül a 16. századtól a Kárpát-medencében egy olyan egyházzenei, liturgikus jelenség jött létre, amely speciálisan magyar sajátossággá vált: a magyar protestáns egyházak a nyugati mintáktól eltérően nem szakítottak a középkori latin liturgia hagyományaival, hanem azt anyanyelvre fordítva, a hitelvekhez igazítva tovább használták. Ezt a zenei örökséget nevezzük összefoglaló néven protestáns gregoriánumnak.

## Története
A magyar zenei tudományosság és a szakirodalom viszonylag későn ismerte fel ennek a liturgikus műfajnak a meglétét és jelentőséget. Korábban az a nézet volt elterjedt, hogy a gregorián éneklés gyakorlata abbamaradt a 17. században, főleg a puritanizmus hatására. Ehhez képest a fennmaradt nyomtatványok és kottás kéziratok, valamint a levéltári források arról tanúskodnak, hogy még a 19. század fordulóján, néhol még később is gyakorlatban volt ez az egyházzenei örökség, főképp a nagyhét liturgiában (passió, lamentatio). A fennmaradt adatok szerint általános volt a protestáns gregoriánum és a gyülekezeti énekek, és ennek alapján a protestáns gregoriánum énekanyagát tartalmazó graduál és a strofikus énekeket tartalmazó gyülekezeti énekeskönyv, az ún. cantionale, majd a későbbi szóhasználat szerint impressum közös használata.
A 18. században fokozatosan ment végbe a gregoriánum elmaradása a protestáns egyházak liturgiájából, csak a nagyheti tételek, a passió és lamentatio éneklésének hagyománya maradt fenn több helyen. Ennek egyik oka a kántorok képzetlensége volt, de hozzájárult az is, hogy a megerősödő ellenreformáció hatására a műfaj „katolikus” mivolta ellenszenvet ébresztett. Erdélyben a 18. század második felétől elterjedt az orgonák használata, amely legtöbb esetben a gregorián éneklés kiszorulását eredményezte.

## Forrásai
Legfőbb korabeli forrásaink az ún. graduálok, de a másodlagos források (jegyzőkönyvek, leltárak stb.) is bőven nyújtanak adatokat a műfaj jelenlétére. A graduálok főleg kéziratos formában szerkesztett liturgikus szerkönyvek voltak, néhány nyomtatott kivételtől eltekintve. Egyik legjelentősebb az 1636-ban Gyulafehérváron kiadott, és 200 példányban szétosztott ún. Öreg graduál. 